# Schotto van Fridagh
Schotto Gijsbert Lucas Frans baron van Fridagh (Leiden, 8 oktober 1878 - Alkmaar, 31 oktober 1959) was een Nederlands burgemeester.

## Leven en werk
Van Fridagh was een zoon van Jacob Julianus Lodewijk baron van Fridagh en Geertruid Bosch. Hij was lid van de adellijke familie Van Fridagh, waarvan leden als buitenlandse adel waren ingelijfd. Hij trouwde op 13 maart 1902 te Den Haag met Madelaine van Kaathoven (1880-1960). Het echtpaar had geen kinderen. In 1959 stierf, met het overlijden van Van Fridagh, de Nederlandse tak van het geslacht uit.
Ten tijde van zijn huwelijk in 1902 was hij "ambtenaar ter gemeente secretarie van Stompwijk". Van Fridagh werd in 1906 benoemd tot burgemeester van Limmen; dit bleef hij tot 1912. Hierna verhuisde hij naar Spaarndam om daar een aantal jaren het burgemeesterschap op zich te nemen. In 1916 namen twee wethouders en twee raadsleden ontslag, vanwege het niet goedkeuren van de begroting voor 1917 door de Gedeputeerde Staten van Noord-Holland. Het jaar daarna zat de gemeente zonder dagelijks bestuur, aangezien ook burgemeester Van Fridagh en enkele anderen ontslag hadden genomen. Van 1917 tot 1918 was hij nog een korte tijd burgemeester van de Gelderse gemeente Geldermalsen.
Van Fridagh werd in 1924 burgemeester van Schoorl. In 1940 waren er plannen om de gemeenten Bergen en Schoorl samen te voegen. Er gingen stemmen op om Van Fridagh te benoemen als burgemeester van deze gemeente. De plannen zijn nooit doorgegaan. Op 8 oktober 1943 werd hij vijfenzestig jaar en bereikte de pensioengerechtigde leeftijd. Twee jaar later werd hij ontslagen en stopte hij als burgemeester.
Van Fridagh is geboren in Leiden en heeft in zijn leven onder andere gewoond in Wiesbaden, Den Haag, Wassenaar en Schoorl. In 1949, toen hij al verscheidene jaren gepensioneerd was, woonde hij in Haarlem.